# Topología cofinita
En matemáticas, la topología de los complementos finitos o topología cofinita sobre un conjunto {\displaystyle X} es la topología dada por 
{\displaystyle {\mathcal {T}}_{cof}=\{A\subseteq X:X\setminus A{\text{ es finito ó }}A=\emptyset \}}
Es decir, un subconjunto {\displaystyle A} de {\displaystyle X} es abierto si su complemento es un conjunto finito. 

## Propiedades
Algunas propiedades sobre la topología cofinita sobre un conjunto {\displaystyle X}:
- Si {\displaystyle X} es finito, la topología cofinita es la topología discreta. En este caso, un subconjunto {\displaystyle A\subseteq X} es abierto si, y sólo si, es cerrado.
- La topología cofinita sobre {\displaystyle X=\mathbb {R} } es menos fina que la topología usual.
- Un subconjunto {\displaystyle A\subseteq X} es cerrado si, y sólo si, {\displaystyle A=X}, {\displaystyle A=\emptyset } ó {\displaystyle A} es finito.
- Si {\displaystyle x\in U\subseteq X}, entonces {\displaystyle U} es un entorno de {\displaystyle x} si, y sólo si, {\displaystyle X\setminus U} es finito.
- Todo espacio {\displaystyle X} con la topología cofinita es T1 y, por tanto, T0.
- Si {\displaystyle X} es infinito, entonces no es de Hausdorff. Como consecuencia, tampoco es T3.
- Todo espacio {\displaystyle X} con la topología cofinita es compacto y, por tanto, también es de Lindelöf.